# Famille Dobó
La famille Dobó de Ruszka (en hongrois :  ruszkai nemes és báró Dobó) est une ancienne famille de la noblesse hongroise.

## Origines
La famille remonte à Gergely Pányoki (Pánki). Son fils est Jakab de Ruszka (fl. 1263-1316), alispán du comitat de Ung, père de Dobó (fl. 1311-1327) qui est à l'origine de la famille Dobó de Ruszka, et de János "Bátor" de Ruszka (fl. 1311-1349), alispán de Szolnok et à l'origine de la famille Bátor de Ruszka, également éteinte. Le deuxième fils de Gergely est Péter Pányoki (ou Panky), à l'origine de la famille Pálóczy.

## Membres notables
- László (fl. 1400), prévôt du comitat de Turóc.
- István Dobó (1520-1572), général, il est voïvode de Transylvanie de 1553 à 1556.  1er baron Dobó. Père des suivants.
  - baron Ferenc Dobó, főispán de Bars. La famille s'éteint en ligne masculine avec son fils János.
  - baronne Krisztina Dobó, épouse de Bálint Balassi.

## Pour approfondir